# Ernst Mettbach

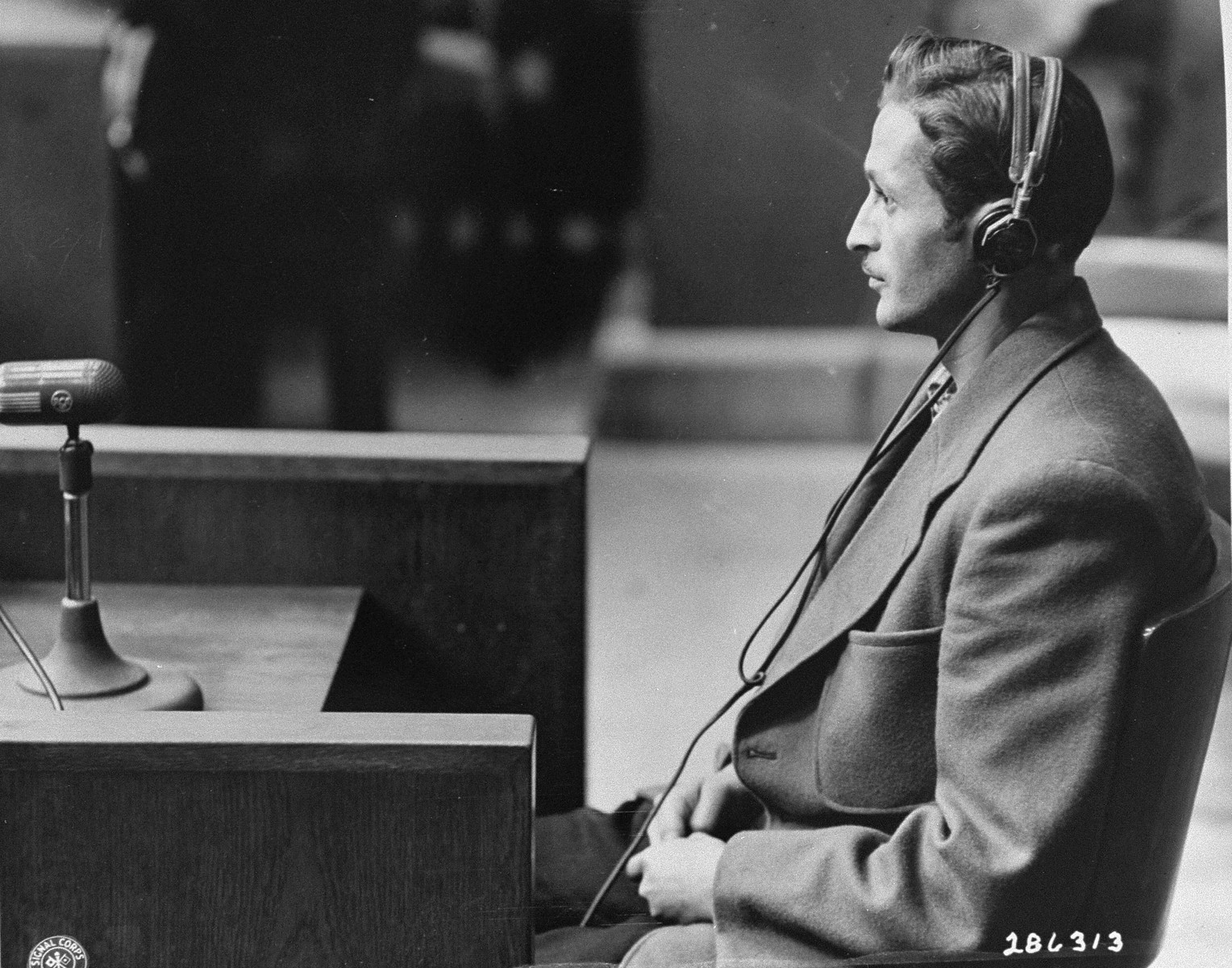
Ernst Mettbach am 21. Juni 1947 während seiner Zeugenaussage im Nürnberger Ärzteprozess

Ernst Mettbach (* 30. April 1920 in Fürth; † 1. Januar 1972 in Fürth) war ein deutscher Sinto und Überlebender des Porajmos. Er diente bei den Meerwasserversuchen, einem NS-Medizinverbrechen, als Versuchsperson und sagte darüber bei den Nürnberger Prozessen aus.

## Leben im Nationalsozialismus
Mettbach wurde am 6. Juni 1944 in Fürth festgenommen und über das Polizeigefängnis Nürnberg in das „Zigeunerlager Auschwitz“ verbracht. Er wurde dort unter der Nummer Z 10061 registriert, der letzte Eintrag (Z 10053) mit einem Eingangsdatum ins Lager ist auf den 7. Juni 1944 datiert.
Von Auschwitz wurde er über das KZ Buchenwald, wo er sich mit weiteren Häftlingen zu einem „Sonderkommando“ meldete, in das KZ Dachau verbracht, wo er am 8/9. August 1944 eintraf. Dort sollte er nach einer Zeit in Quarantäne als Versuchsperson für medizinische Experimente dienen, wozu es jedoch in seinem Fall aufgrund einer Erkrankung nicht kam. Nach Entlassung aus dem Krankenhaus wurde er in den Block 22 eingewiesen und später in das KZ Mauthausen überstellt. Zwischenzeitlich musste er im KZ Melk Zwangsarbeit leisten und wurde bei Kriegsende am 5. Mai 1945 in Mauthausen befreit. Danach lebte er in Fürth und arbeitete als Händler. Am 21. Juni 1947 sagte er beim Nürnberger Ärzteprozess als Zeuge im Fall Wilhelm Beiglböck aus.
Der unmittelbar nach Mettbach in Auschwitz registrierte Häftling war der ebenfalls in Fürth geborene Karl Höllenreiner (Z 10062), ebenfalls unfreiwilliger Proband bei den Meerwasserversuchen und Zeuge bei den Nürnberger Prozessen.

## Weblink
- Paul Weindling: „Unser eigener ‚österreichischer Weg‘“: Die Meerwasser-Trinkversuche in Dachau 1944 auf www.doew.at